# The Undying Flame
The Undying Flame è un film muto del 1917 diretto da Maurice Tourneur.

## Trama
Nell'antico Egitto, due amanti - lei è una principessa, lui un pastore - vengono separati dal faraone che condanna il giovane a essere murato vivo dentro una piramide. I due innamorati, prima che la condanna sia eseguita, spezzano uno scarabeo e ognuno si tiene un pezzo del gioiello, un pegno per unire anche nella morte le loro anime.
Migliaia di anni dopo, in Sudan. Il capitano Harry Paget resta affascinato dalla figlia del comandante la guarnigione, la bella Grace Leslie. Paget, però, è oggetto delle attenzioni di un'altra signora, la moglie di Harvey, un ufficiale suo commilitone. La donna lo attira nel deserto facendogli mancare un'importante esercitazione a sorpresa. Grace, rendendosi conto che il capitano si è assentato senza permesso, si precipita ad avvisarlo, interrompendo così l'incontro clandestino.
A causa della sua mancanza, Paget si offre di andare in un avamposto nel deserto. Grace, venendo a sapere dalla signora Harvey che era stata lei a provocare l'allontanamento del capitano, decide di seguire l'uomo che ama. I due scoprono in questo modo di possedere entrambi uno dei pezzi di uno scarabeo spezzato in due.

## Produzione
Il film fu prodotto dalla Jesse L. Lasky Feature Play Company. In esterni, venne girato in Florida

## Distribuzione
Distribuito dalla Paramount Pictures, uscì nelle sale cinematografiche USA il 24 maggio 1917.